# 国際連合世界食糧計画WFP協会
特定非営利活動法人国際連合世界食糧計画WFP協会（こくさいれんごうせかいしょくりょうけいかくだぶりゅーえふぴーきょうかい）は、国際連合世界食糧計画（WFP）を支援する団体である。

## 組織概要
WFPの使命である「世界平和を希求し世界の飢餓撲滅する」理念と活動を、日本の個人、団体、企業に広く普及させ、日本の民間支援の窓口となる。世界の飢餓や貧困の問題解決のためにWFP支援の輪を広げ、物心両面から貢献する。寄付者は認定NPO法人制度により寄付金控除等の税の優遇措置が受けられる。

## 沿革
- 1999年1月、任意団体「日本WFP友好協会」として設立
- 2001年10月、特定非営利活動法人「日本WFP友好協会」として認証される
- 2003年2月、「国際連合世界食糧計画WFP協会（略称：国連WFP協会）」に名称変更
- 2005年8月、認定NPO法人認可

## 会長
- 安藤宏基（日清食品ホールディングスCEO）- 2010年8月6日就任